# دکاو اف۱

دکاو اف۱ یک خودروی کوچک بود که توسط دکاو (بخشی از اتحادیه خودرو) بین سال‌های ۱۹۳۱ و ۱۹۳۲ تولید شد، این خودرو در نمایشگاه خودروی برلین در فوریه ۱۹۳۱ عرضه شد.

اف۱ اولین خودرو از سری خودروهای محرک جلو بود که در کارخانه دکاو در زویکائو مونتاژ شد، در حالی که یک سری از دکاوهای بزرگتر و دیفرانسیل عقب در کارخانه اسپاندو شرکت، (منطقه برلین) ساخته شد.